# Анатолий Лядов
Анатолий Константинович Лядов е руски композитор, диригент и музикален педагог, майстор на миниатюрите, професор в Петербургската музикална академия. Известен е и като фолклорист, съставил няколко сборника от обработки на руски народни песни.

## Семейство
Анатолий Лядов е роден на 11 май 1855 година в Санкт Петербург в музикално семейство. Между предците му има не по-малко от 10 професионални музиканти и много от тях носят таланта на композитори. Дядо му Николай Лядов е капелмайстор в Петербургското филхармонично общество. Баща му, композиторът Константин Лядов, служи като капелмайстор в Руската императорска опера и е диригент на Мариинския театър. Музикално-просветителската му дейност има голямо значение за създаването и развитието на руската класическа музика, а многочислените му романси и танци се ползват с голяма популярност. Майката на Анатолий е пианистка.

## Детство
Музиката обкръжава малкия Анатолий от най-ранна възраст. Майката умира много млада и момчето и сестра му често са „на работа“ заедно с бащата. Така операта става един от първите източници на музикални впечатления за двете деца. По думите на Николай Римски-Корсаков всички, от първия певец до последния осветител, ги забавляват и се грижат за тях. Когато поотрастват още малко, започват да участват в постановките на операта като статисти – в „Живот за царя“ на Михаил Глинка и „Юдит“ на Александър Серов.
Когато Алексей навършва 11 години, постъпва в подготвителния клас на консерваторията с почетна персонална стипендия на името на неговия баща. Тук той се занимава в началото в класа по пиано и цигулка, а по-късно преминава в теоретичния отдел, където учители му стават Римски-Корсаков и известния теоретик, датчанинът Юрий Йохансен. Отношенията му с Римски-Корсаков не винаги са безоблачни. През 1876 година той даже, с подкрепата на ректора, изключва Лядов от консерваторията за „невероятен мързел и непосещаване на часовете“, въпреки че признава, че е много талантлив.
Две години след това момчето е възстановено и отношенията му с Римски-Корсаков значително се подобряват. Той даже започва да помага на него и Милий Балакирев в подготовката на ново издание на партитурата на операта „Руслан и Людмила“ от Глинка. Скоро Лядов проявява интерес към теоретичните дисциплини и започва усилено да изучава контрапункта и фугата. Към това време се отнасят и първите му композиторски опити. По време на пребиваването си в консерваторията, през 1876 година, Лядов създава своите първи произведения, които получават висока оценка в кръга на музикантите. Това са 4 романса от цикъла „Бирюльки“, представляващи сборник от 14 миниатюрни пиеси за пиано, от които първата и втората, изпълняваща ролята на финал, са основани на една и съща музикална тема. В писмо до Стасов Мусоргски отбелязва за него „...появи се нов, несъмнен, оригинален млад руски талант...“.

## Зрелост
През 1878 година Лядов завършва с отличие Петербургската консерватория и веднага започва да преподава там като професор по хармония и композиция. Преподавателската му дейност продължава до смъртта му, а негови ученици през годините са Борис Асафиев, Михаил Гнесин, Николай Мясковски, Сергей Прокофиев, Виктор Беляев, Александър Осовски и много други. Руският музиковед Евгений Браудо пише за отношението на Лядов към своите ученици: „...наблюдателността и психологичното чувство позволяват на Лядов да определя музикалната индивидуалност на своите ученици съвсем безпогрешно. И никой не може в такава степен да развие тяхното чувство за изящното и благородството на вкуса им“.
През 1885 година Лядов започва да преподава теоретични дисциплини в Придворната певческа капела. През 1880-1890-те години, успоредно с композиторската и преподавателската си дейност, Лядов многократно дирижира руски симфонични концерти на Петербургския кръжок на любителите на музиката. Той е и първият, който дава идея за голям концерт в памет на Модест Мусоргски. Композиторът поддържа приятелски отношения с бившия си учител Римски-Корсаков, както и с цялата „Могъща петорка“ и в творчеството му се забелязват ясни следи от влиянието на нейните членове. Лядов става един от членовете на Беляевския кръжок, обединяващ последователи на „Могъщата петорка“.
По принцип Лядов избягва обществените изяви, но революционните събития от 1905 година стават причина за студентски вълнения в консерваторията, които засягат и композитора. В знак на протест срещу уволнението на Римски-Корсаков, застанал на страната на студентите, Лядов напуска учебното заведение. Заедно с прогресивните преподаватели от консерваторията той защитава идеята за автономност на учебното заведение, неподчинено на бюрократичната опека от страна на Руското музикално общество. В консерваторията се завръща едва когато за неин директор е назначен Александър Глазунов, а Римски-Корсаков е възстановен като преподавател.
Последните месеци от живота на композитора са помрачени от тежко заболяване, което го принуждава да не излиза от къщи и ограничава контактите му с хора. Анатолий Лядов умира на 28 август 1914 година в село Полиновка, близо до град Боровичи в Новгородска област.

## Творчество
По поръчка на Императорското географско дружество, Лядов се занимава със събраните от различни експедиции народни песни и публикува няколко сборника, високо оценени от изследователите на руския фолклор. Композиторът е привлечен силно от приказните народни образи, които най-ярко въплъщава в късните си произведения. В продължение на дълги години има намерение да напише приказната опера „Зорюшка“ по сюжет на пиеса от Владимир Дал, но така и не успява. По-късно ползва музиката, написана за тази опера, в симфоничната картина „Вълшебното езеро“ и някои други произведения.
В началото на 1890-те години създава няколко интересни произведения, в това число пиесата „Музикална латерна“ и програмната пиеса „За старите дни“, образец на вплитането на народната музика в класическата. През 1889 година на световното изложение в Париж на два симфонични концерта, съставени от произведения на руски композитори, са изпълнени и творби на Лядов.
В началото на 1900-те години Лядов извършва голяма част от преработката и хармонизацията на народните песни, събрани от Руското географско общество. Основната част представляват хармонизация за един глас със съпровод на пиано, а останалите са хорови редакции на едногласни песни. Особен вид обработка се забелязва в своеобразната вокално-оркестрова сюита „Пет руски песни за женски глас и оркестър“.
Със своята хармонизация композиторът се стреми да задълбочи музикално-поетическия образ и жанровата специфика на песента. В лиричните песни подчертава широтата на мелодията, в хороводните и пляските – ясната ритмична основа. Характерна за някои песни е спокойната яснота и за тях понякога Лядов употребява високите регистри и въвежда кратки, насечени мелодии с народен характер, възпроизвеждащи звученето на народни инструменти – рогове или жалейки.
Въпреки че вокалният жанр малко привлича композитора, той има сериозни достижения в него – детските песни, чиито текстове се състоят от народни шеги, забавните приказки, състоящи се само от няколко строфи. Между 18-те детски песни, създадени от него има комични, игриви, забавни, нежно лирични, люлчени и дори старинни народни заклинания.
Анатолий Лядов е известен с това, че работи много бавно над своите произведения. През 1909 година балетният импресарио Сергей Дягилев му поръчва за парижкия „Руски сезон“ балет по приказката „Жар-птица“. Композиторът обаче толкова закъснява с изпълнението ѝ, че сюжетът е предаден на младия Игор Стравински.
В последните години от живота си Лядов работи основно в областта на симфонията. Най-ценните програмни симфонични произведения, създадени през последното десетилетие от работата му, под една или друга форма са свързани с народното творчество и с традициите на руската класика. Съдържанието им се свежда или до „портретно“ обрисуване на приказни герои, или до музикални пейзажи като във „Вълшебното езеро“, което композиторът смята за едно от най-добрите си произведения. Безплътността на образите в него характеризират спецификата на изразителните средства в произведението. Огромно значение придобиват хармонията, фактурата, тембъра и отсъствието на рязко изразена тема. Оркестърът във „Вълшебното езеро“ представлява едно от най-добрите достижения на оркестровото майсторство на композитора. Тоналното оцветяване се получава от комбинация от шумолене и фучене от приглушени струни, лекия звън на арфата и челестата. Звученето на музиката в по-голямата си част е с оттенък на пиано и пианисимо и само в кратки мигове достига до форте.
В двете основни приказни картини „Баба Яга“ и „Кикимора“ злите образи се получават достатъчно гротескни, а колоритът е сумрачен и зловещ. В съчетание със стремителните и бързи движения и острия характер на ритъма, тези произведения се приближават към жанра на скерцото.
Сравнително по-обемно е симфоничното произведение „Осем руски песни за оркестър“. То представлява сюита от поредица от миниатюри, като всяка от тях, сама по себе си, е ярък образец на един или друг народен песенен жанр. Втората част на цикъла спада към коледни песни от древни ритуални календарно-обредни напеви. Песента е „Коляда-маледа“, а в основата ѝ са залегнали два различни коледни напева. Третата част е лиричната „Протяжна“, прекрасен образец на широките народни напеви. Водещо значение при нея имат струнните инструменти, които започват само с виолончела, разпределени в 4 партии. Четвъртата част е пълна противоположност на „Протяжна“. Това е шеговито, жизнерадостно скерцо под название „Аз танцувах с комара“. Цялата звучи във високите регистри на дървените духови инструменти, на фона на тихите струнни. Трелите на цигулката в началото и края остроумно подражават на жуженето на комар. „Билини за птици“ е петата част, събрала в себе си епическо начало, хумор и фантастични елементи. Двете следващи части са две интермедии, противопоставени една на друга. Това са лиричната „Люлчина песен“ и веселата „Плясовая“. Сюитата завършва с най-крупната като обем осма част – „Хороводна“, която представлява ярка жанрова картина на народно празнично веселие.
През 1900-те години в творчеството на композитора се усещат нови черти. Създава симфоничната сюита „Легенди“ под въздействието на белгийския драматург-символист Морис Метерлинк. Произведението обаче не е завършено и единствено централната част е издадена под названието „Скръбна песен“.
Отстъпвайки на големите представители на музикалното изкуство, Лядов все пак допринася немалко за развитието на руската музика. Той е първият, който утвърждава прелюдията в руския музикален жанр, която по-късно бележи развитие в творчеството на Скрябин и Рахманинов. Със своите програмни симфонични миниатюри той създава напълно самостоятелен клон към руския симфонизъм. Уникалните детски песни на композитора, както и обработката на народни песни, са поставени наред с класическите народно-песенни обработки на Балакирев и Римски-Корсаков.

## Памет
- Голям поклонник на творчеството на Лядов и специалист по неговото музикално наследство е украинският композитор и педагог Николай Вилински. През 1956 година той написва съчинението „Четири миниатюри в памет на Анатолий Лядов“.[6]
- През 1955 година в СССР е пусната пощенска марка, посветена на 100 години от рождението на Лядов.
- Името на Лядов носи детска музикална школа в град Боровичи.

## Съчинения
Композиторското наследство на Лядов не е голямо по обем и се състои главно от произведения в малък формат. С най-голяма известност се ползват живописните симфонични поеми „Баба Яга“, „Вълшебното езеро“ и „Кикимора“. Голяма част от произведенията му са написани за пиано – пиеси, прелюдии, валсове. Той е майстор на миниатюрите, много от неговите творби са композирани в проста форма и траят по няколко минути.

### Кантати
- Месинска невеста – по Фридрих Шилер, заключителната сцена, ор. 28, 1878
- В памет на Марк Антоколски – съвместно с Александър Глазунов, втора част, хор, 1902

### Произведения за оркестър
- Първо скерцо – ор. 16, около 1886
- Селска сцена в кръчмата – мазурка, ор. 19, 1887
- Полски, в памет на Александър Пушкин – ор. 49, 1899
- Вариации на руска тема – съвместно с Язепс Витолс, Глазунов, Римски-Корсаков и други, Вариация 3, 1901
- Полски, към тържественото откриване на паметника на Антон Рубинщайн на 14 ноември 1902 – ор. 55, 1902
- Баба Яга, картина към руска народна приказка – ор. 56, 1904
- Осем руски народни песни – ор. 58, 1906
- Вълшебното езеро. Приказна картина – ор. 62, 1909
- Кикимора. Народна легенда – ор. 63, 1909
- Танц на амазонките – ор. 65, 1910
- Из Апокалипсиса. Симфонична картина – ор. 66, около 1912
- Скръбна песен – ор. 67, 1914

### Камерно-инструментални ансамбли
- Арабески – ор. 4, 1878
- Парафрази – за пиано на 3 ръце, съвместно с Александър Бородин, Цезар Кюи и Римски-Корсаков, 1878
- 4 интермецо – ор. 7, 1881; ор. 8, 1883
- Квартет B-La-F – скерцо, съвместно с Римски-Корсаков, Бородин, Глазунов, 1886
- 4 прелюдии – ор. 13, 1887
- 2 багатели – ор. 17, 1887
- За старите дни – ор. 21, 1889
- Багатела – ор. 30, 1889
- Идилия – ор. 25, 1891
- Малък валс – ор. 26, 1891
- 3 прелюдии – ор. 27, 1891
- Какавида – ор. 29, 1892
- Музикална латерна – ор. 32, 1893
- 3 пиеси за струнен квартет – мазурка, сарабанда и фуга, 1894 – 1895
- 3 прелюдии – ор. 36, 1895
- 4 прелюдии – ор. 39, 1895
- 2 фуги – ор. 41, 1896
- Полка за струнен квартет – трио, съвместно с Н. Соколов, Глазунов, 1899
- Вариации на руска народна тема за струнен квартет – съвместно със Скрябин, Глазунов, Римски-Корсаков, Феликс Блуменфелд и други, Вариация 5, 1899
- Вариации на полска народна тема – ор. 51, 1901
- 3 багатели – ор. 53, 1903
- 4 пиеси – „Гримаса“, „Сумрак“, „Изкушение“, „Възпоминание“, ор. 64, 1909 – 1910
- Танц на комара – 1911
- Фуга на тема фа-до-ла – 1913

### Произведения за хор с инструментален съпровод
- Слава – за женски хор и съпровод от 2 арфи и 2 пиана на 8 ръце, ор. 47, 1899
- Сестра Беатрис – хор в съпровод от хармониум на 4 ръце, ор. 60, 1906

### Произведения за хор, а капела
- 10 руски народни песни – преработени за женски гласове, ор. 45, 1899
- Химн за Рубинщайн – за деня на откриването на паметника му в Петербургската консерватория, ор 54, 1902
- 5 руски народни песни – за женски, мъжки и смесен хор, издание на Песенната комисия към Руското географско общество, 1902
- 15 руски народни песни за хор – ор. 59, 1907
- 15 руски народни песни за женски гласове – 1908

### Произведения за глас и пиано
- 4 романса – ор. 1, 1873 – 1874
- 18 детски народни песни – тетрадка 1, ор. 14, 1887; тетрадка 2, ор. 18, 1887, тетрадка 3, ор. 22, 1890